# Adama Ba
Adama Ba (Sélibabi, 27 agosto 1993) è un calciatore mauritano, attaccante svincolato.

## Carriera

### Club
Nella stagione 2011-2012 ha giocato 8 partite in Ligue 1 con il Brest.

### Nazionale
Nel 2013 ha giocato 2 partite amichevoli con la sua nazionale, segnando anche un gol.
Nel 2019 e nel 2021 viene convocato per la Coppa d'Africa.

## Statistiche

### Cronologia presenze e reti in nazionale
| Cronologia completa delle presenze e delle reti in nazionale ― Mauritania | Cronologia completa delle presenze e delle reti in nazionale ― Mauritania | Cronologia completa delle presenze e delle reti in nazionale ― Mauritania | Cronologia completa delle presenze e delle reti in nazionale ― Mauritania | Cronologia completa delle presenze e delle reti in nazionale ― Mauritania | Cronologia completa delle presenze e delle reti in nazionale ― Mauritania | Cronologia completa delle presenze e delle reti in nazionale ― Mauritania | Cronologia completa delle presenze e delle reti in nazionale ― Mauritania |
| Data                                                                      | Città                                                                     | In casa                                                                   | Risultato                                                                 | Ospiti                                                                    | Competizione                                                              | Reti                                                                      | Note                                                                      |
| ------------------------------------------------------------------------- | ------------------------------------------------------------------------- | ------------------------------------------------------------------------- | ------------------------------------------------------------------------- | ------------------------------------------------------------------------- | ------------------------------------------------------------------------- | ------------------------------------------------------------------------- | ------------------------------------------------------------------------- |
| 24-06-2019                                                                | Suez                                                                      | Mali                                                                      | 4 – 1                                                                     | Mauritania                                                                | Coppa d'Africa 2019 - 1º turno                                            | -                                                                         |                                                                           |
| 29-06-2019                                                                | Suez                                                                      | Mauritania                                                                | 0 – 0                                                                     | Angola                                                                    | Coppa d'Africa 2019 - 1º turno                                            | -                                                                         |                                                                           |
| 02-07-2019                                                                | Suez                                                                      | Mauritania                                                                | 0 – 0                                                                     | Tunisia                                                                   | Coppa d'Africa 2019 - 1º turno                                            | -                                                                         |                                                                           |
| Totale                                                                    |                                                                           | Presenze                                                                  | 3                                                                         |                                                                           | Reti                                                                      | 0                                                                         |                                                                           |